# 몽주 정리

몽주 정리. 빨간색 선, 파란색 선 및 녹색 선의 교차점은 모두 동일 선상에 있으며 모두 검은 선 위에 존재한다.

기하학에서 Gaspard Monge의 이름을 따온 몽주 정리는 평면의 어떤 3 개의 원에 대해서도 서로 겹치는 부분이 없을 때, 3 쌍의 원의 외접선 각각의 교점은 동일 선상에 있다는 정리이다.
평면에서 두 개의 원에 대해 외접선은 두 원에 모두 접하지만 그 둘 사이를 통과하지 않는 선이다. 두 개의 원에 대해서는 두 개의 외부 접선이 존재한다. 이러한 각 쌍에는 확장 유클리드 평면에서 고유한 교차점이 존재하게 된다. 몽주 정리에 따르면 세 쌍의 원에 의해 주어진 세 교차점은 항상 한 직선 위에 놓여 있다. 이때 두 개의 원이 동일한 크기 라면, 두 개의 외접선은 평행하게 된다. 이 경우에는 몽주 정리는 다른 두 개의 교점이 두 외접선과 평행한 선상에 있어야 한다고 말한다. 즉, 두 외부 접선이 무한원점에서 교차된다고 받아들인다면 다른 두 교차점은 무한대의 동일한 점을 통과하는 선에 있어야하므로 그 두 교차점을 이은 선은 외접선과 동일한 각도를 취하게 된다.

## 증명
가장 단순한 증명은 3 차원 유추를 이용하는 것이다. 세 원을 같은 반지름의 세 구체에 대응 시켜보자. 원은 구의 중심을 통과하는 평면으로부터 오는 적도면에 해당한다. 세 개의 구체는 두 평면 사이에 고유하게 끼워 넣어질 수 있다. 각각의 구체 쌍은 두 구체 모두의 외접선으로 이루어진 원뿔을 정의하게 되며, 이 원뿔의 꼭짓점은 두 외접선, 즉 외부 '닮음의 중심'의 교차점에 해당한다. 원뿔의 한 선이 각 평면에 있기 때문에, 각 원뿔의 꼭짓점은 두 평면위에 모두 있어야 하며, 두 평면의 교차 선상에 있어야 한다. 따라서 세 개의 외부 닮음의 중심은 동일 선상에 존재한다.
세 개의 구체가 두 평면 사이에 고유하게 끼워 넣어질 수 있다는 사실이 자명하지 않다면 다음과 같이 증명할 수 있다. 세 구에 동시에 외접하는 어떤 평면을 가정할 수 있다. 세 개의 구에 동시에 외접하려면 우선 두 개의 구에 동시에 외접해야 한다. 두 구에 동시에 외접하기 위해선 두 구의 '닮음의 중심'을 지나야만 한다.  닮음의 중심의 개수는 세 구 중 두 개를 고르는 구체 쌍의 개수 3과 같다. 각각의 닮음의 중심은 모두 두 구의 중심을 이은 직선 상에 있으므로 세 구의 중심을 지나는 평면에 존재한다. 세 구에 동시에 외접하는 평면은 세 개의 닮음의 중심을 모두 지나야 하는데, 만약 닮음의 중심이 한 직선 위에 있지 않다면 닮음의 중심 세 개가 한 평면을 결정하게 되고 그 평면은 곧 세 구의 중심을 지나는 평면이다. 이로써 가정했던 외접평면이 구의 중심을 지나게 되어 모순이다. 따라서 닮음의 중심은 한 직선 위에 있다.
몽주 정리는 또한 데자르그 정리를 사용하여 증명할 수 있다. 또 다른 쉬운 증명은 메넬라오스 정리를 사용하는 경우 (분자와 분모가)순환되는 형태에 의해 약분될 각 원의 직경으로 비율을 계산할 수 있다. 데자르그의 정리는 또한 3 점이 한 선에 놓여 있다고 말하며, 2 차원이 아닌 3 차원으로 확장하고 2면의 교차점으로 선을 만들어낸다는 동일한 아이디어를 사용하여 유사한 증명을 하게 된다.
또다른 증명으로는 공선점과 관련된 메넬라오스 정리를 이용하는 것과, 공점선과 관련된 체바 정리를 이용하는 방법이 있다. 이 정리에 주어진 값을 대입해보면 증명이 가능하다.
- 아폴로니오스의 문제

## 같이 보기
- 아폴로니오스의 문제

## 서지
- Graham, L. A. (1959). 《Ingenious Mathematical Problems and Methods》. New York: Dover. ISBN 0486205452. 2012년 12월 1일에 확인함.